# Pau Echaniz Pal
Pau Echaniz Pal (Sant Sebastià, 29 de maig de 2001) és un piragüista basco-català que competeix en la modalitat d'eslàlom.
Entrena al Club Cadí de la Seu d'Urgell. Va participar en els Jocs Olímpics de París 2024, obtenint una medalla de bronze a la prova de K1 individual. Als Jocs Europeus de Cracòvia 2023 va aconseguir una medalla d'or a la prova de K1 per equips.